# Germigny-sous-Coulombs
Germigny-sous-Coulombs település Franciaországban, Seine-et-Marne megyében. Lakosainak száma 203 fő (2022. január 1.). Germigny-sous-Coulombs Gandelu, Coulombs-en-Valois és Dhuisy községekkel határos.

## Népesség
A település népességének változása:
| Lakosok száma | 209  | 207  | 211  | 209  | 210  | 211  | 209  | 205  | 203  |
|               | 2013 | 2015 | 2016 | 2017 | 2018 | 2019 | 2020 | 2021 | 2022 |